# Terebratulina retusa
Terebratulina retusa är en armfotingsart som först beskrevs av Carl von Linné 1758.  Terebratulina retusa ingår i släktet Terebratulina och familjen Cancellothyrididae. Arten är reproducerande i Sverige. Inga underarter finns listade i Catalogue of Life.